# Cherechiu
Cherechiu (Hongaars: Kiskereki) is een Roemeense gemeente in het district Bihor.
Cherechiu telt 2492 inwoners, veelal Hongaren en maakt deel uit van de streek Érmellék.